# Archidendron scutiferum
Archidendron scutiferum är en ärtväxtart som först beskrevs av Francisco Manuel Blanco, och fick sitt nu gällande namn av Ivan Christian Nielsen. Archidendron scutiferum ingår i släktet Archidendron och familjen ärtväxter. Inga underarter finns listade i Catalogue of Life.

## Bildgalleri

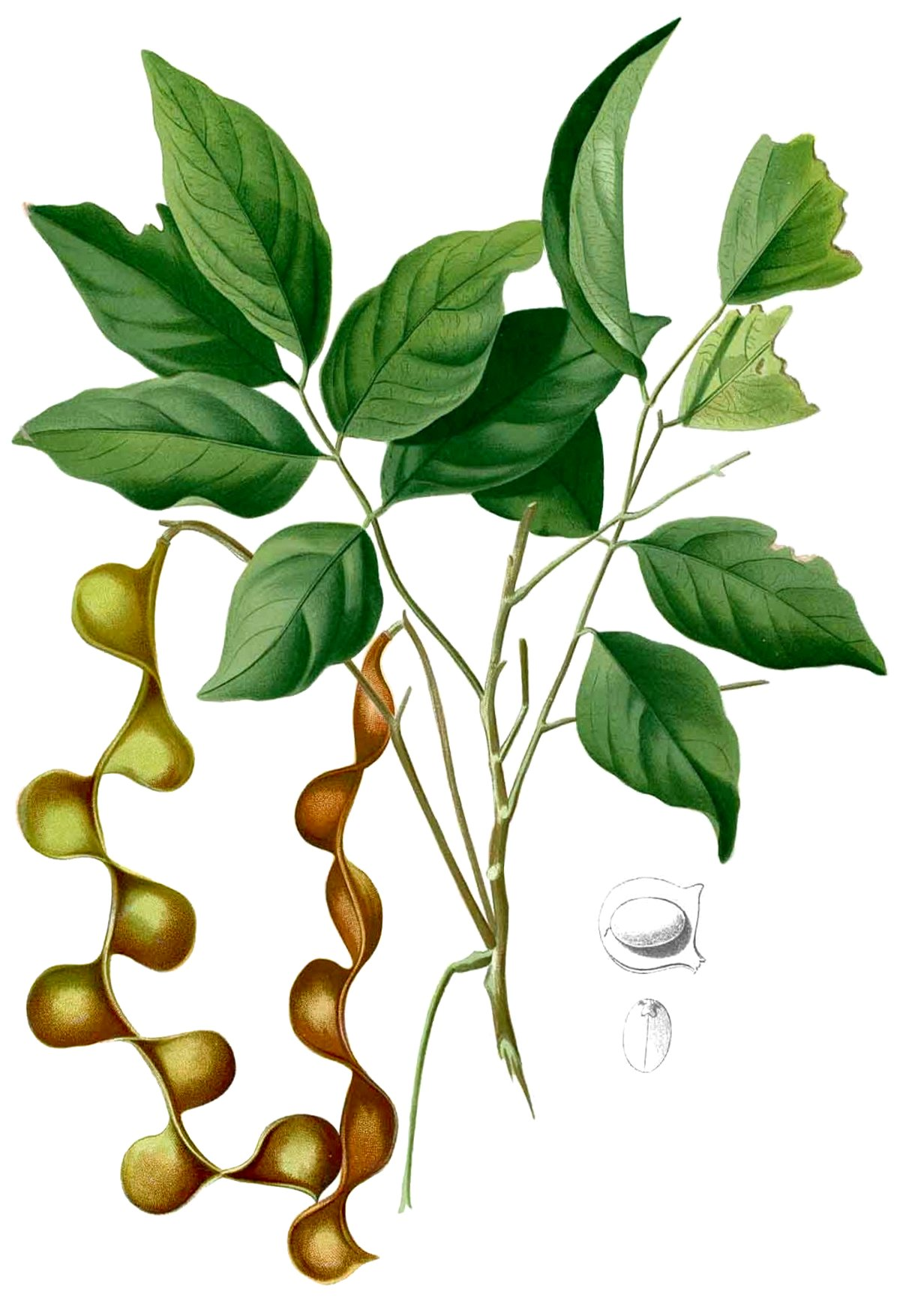
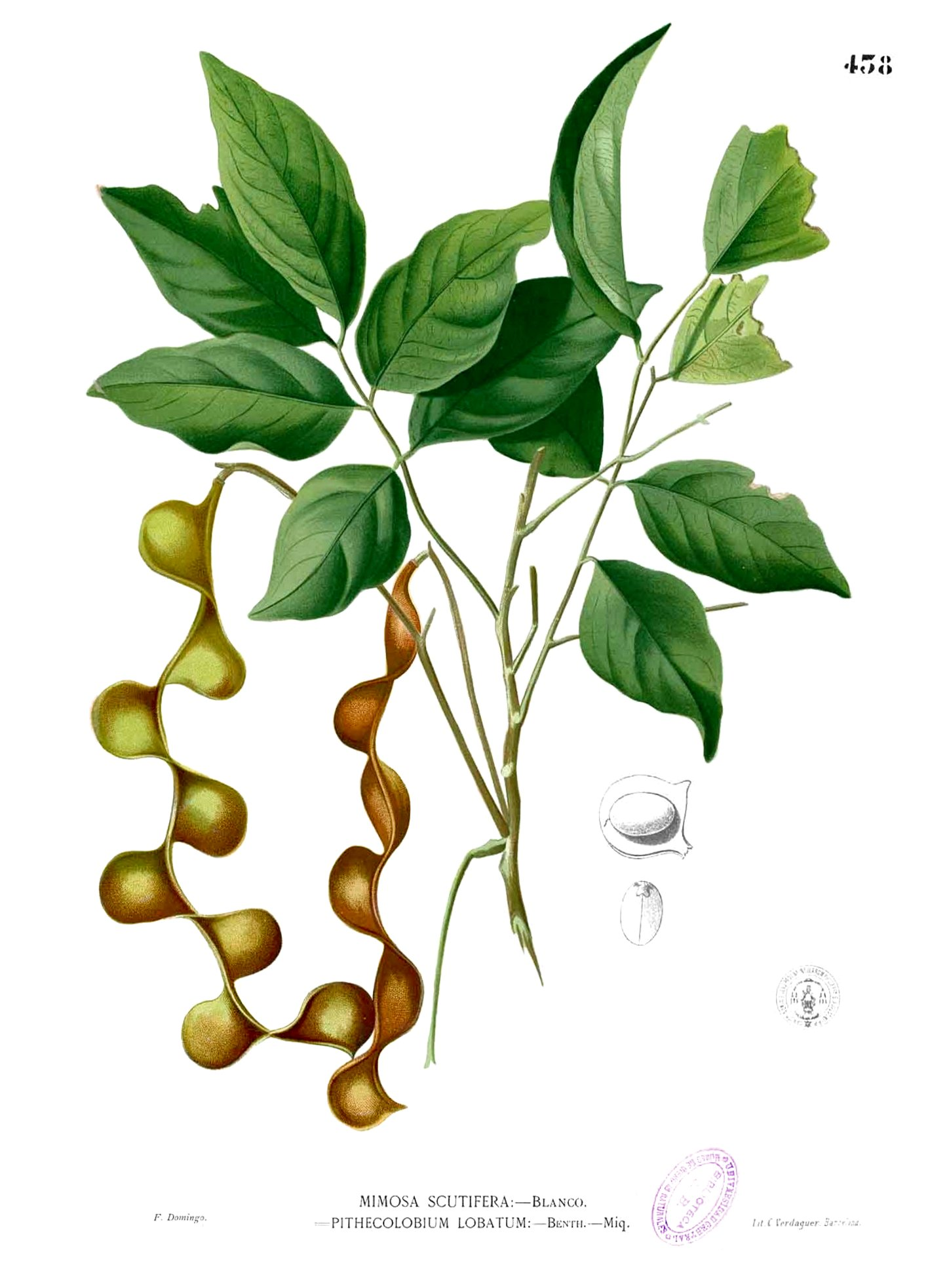
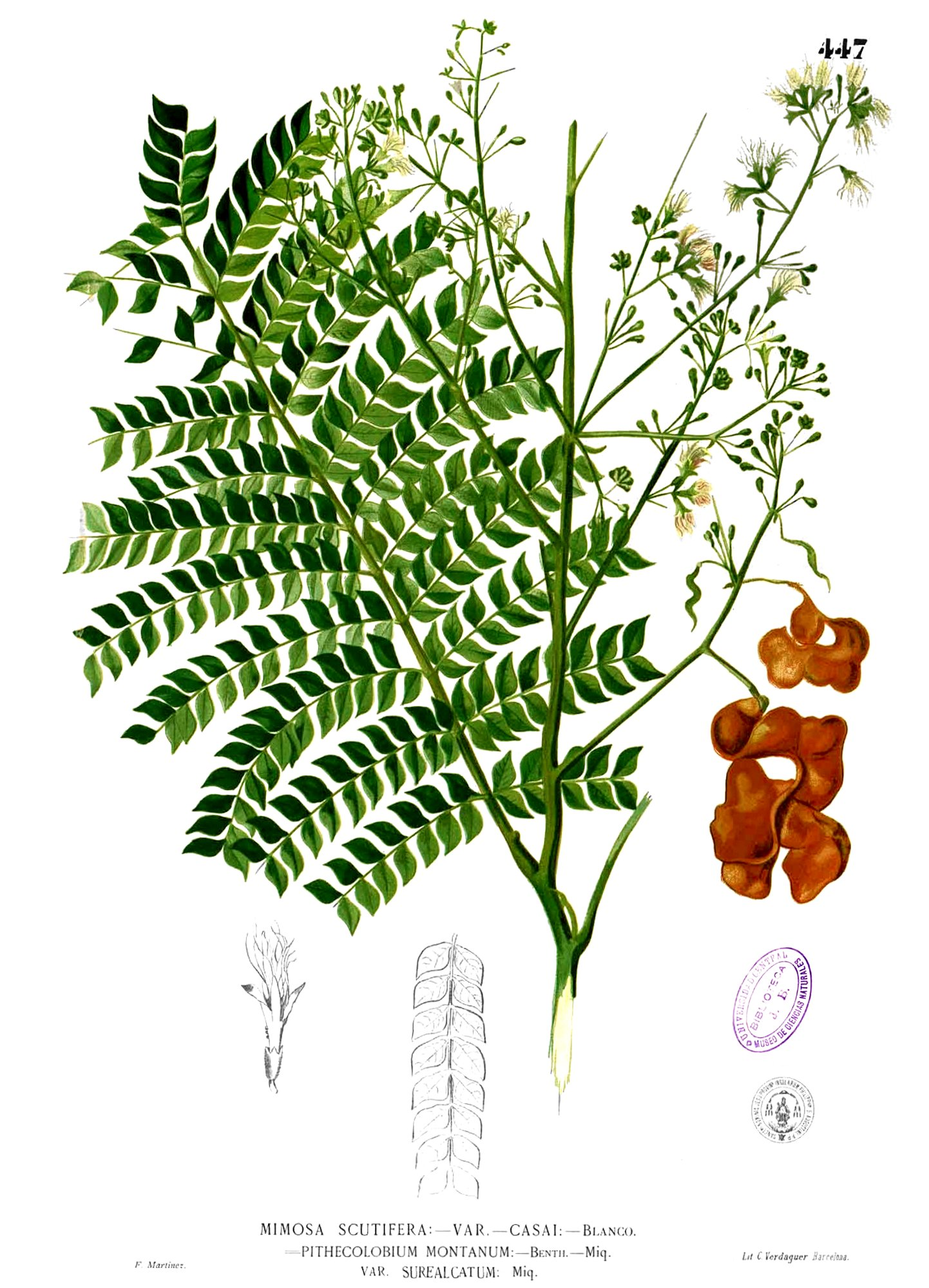